# Conclave de 1276 (gener)
El Conclave de gener de 1276, celebrat el 21 i 22 de gener, va ser la primera elecció papal que es va celebrar amb les regles de la constitució Ubi periculum publicada pel Papa Gregori X el 1274, que establia els conclaves. Segons l'Ubi periculum els cardenals havien d'estar aïllats en un espai tancat; i ni tan sols disposaven d'habitacions individuals. Cada cardenal només podia estar atès per una persona, amb excepció dels malalts. El menjar es subministrava a través d'una finestra. Tres dies després de l'inici de la reunió, els cardenals només rebien un plat al dia, i cinc dies després només pa i aigua. Durant el conclave, els cardenals no rebien cap compensació econòmica. Aquestes disposicions es van complir de manera regular, segons criteri dels cardenals, particularment l'exigència d'estar incomunicats.
Diverses eleccions papals anteriors s'havien celebrat amb unes condicions similars a les descrites a l'Ubi periculum, com l'Elecció papal de 1241, on el senador Matteo Rosso Orsini va reduir progressivament el menjar. No obstant, va ser la primera vegada que es seguien les indicacions que de manera formal estaven establertes en una constitució papal. Per aquest motiu, el conclave de gener de 1276 es pot considerar el primer conclave papal en la història, en el sentit estrictament legal d'aquest terme.

## Participants
El Papa Gregori X va morir el 10 de gener de 1276 a Arezzo. En el moment de la seva mort probablement hi havia 15 cardenals al Col·legi cardenalici, però només 13 van participar en el conclave. Set d'ells havien estat creats pel Papa Urbà IV, quatre pel Papa Greogri X i un pel Papa Gregori IX. Dos cardenals estaven absents, un de creat per Urbà IV i un altre creat per Innocenci IV.
| Elector                          | Títol                              | Elevat           | Elevador          | Altres títols                                                               | Notes                        |
| -------------------------------- | ---------------------------------- | ---------------- | ----------------- | --------------------------------------------------------------------------- | ---------------------------- |
| Pierre de Tarentaise, O.P.       | Bisbe d'Ostia i Velletri           | 3 juny 1273      | Papa Gregori X    | Penitenciari major                                                          | Elegit Papa Innocenci V      |
| João Pedro Julião                | Bisbe de Frascati                  | 3 juny 1273      | Papa Gregori X    |                                                                             | Futur Papa Joan XXI          |
| Vicedominus de Vicedominis       | Bisbe de Palestrina                | 3 juny 1273      | Papa Gregori X    |                                                                             | Nebot del Papa Gregori X     |
| Bertrand de Saint-Martin, O.S.B. | Bisbe de Sabina                    | 3 juny 1273      | Papa Gregori X    |                                                                             |                              |
| Simone Paltanieri                | Prevere de SS. Silvestro e Martino | 17 desembre 1261 | Papa Urbà IV      | Protoprevere                                                                |                              |
| Ancher Pantaleon                 | Prevere de S. Prassede             | Maig 1262        | Papa Urbà IV      |                                                                             |                              |
| Guillaume de Bray                | Prevere de S. Marco                | Maig 1262        | Papa Urbà IV      |                                                                             |                              |
| Riccardo Annibaldi               | Diaca de S. Angelo in Pescheria    | 1238             | Papa Gregori IX   | Protodiaca; arxipreste de la Basílica Vaticana; protector dels Augustinians | nebot del Papa Innocenci III |
| Ottobono Fieschi                 | Diaca de S. Adriano                | Desembre 1251    | Papa Innocenci IV | Arxipreste de la Basílica de Santa Maria Major                              | futur Papa Adrià V           |
| Uberto Coconati                  | Diaca de S. Eustachio              | 17 desembre 1261 | Papa Urbà IV      |                                                                             |                              |
| Giacomo Savelli                  | Diaca de S. Maria in Cosmedin      | 17 desembre 1261 | Papa Urbà IV      |                                                                             | Futur Papa Honori IV         |
| Goffredo da Alatri               | Diaca de S. Giorgio in Velabro     | 17 desembre 1261 | Papa Urbà IV      |                                                                             |                              |
| Matteo Rosso Orsini              | Diaca de S. Maria in Portico       | Maig 1262        | Papa Urbà IV      |                                                                             | Nebot del Papa Nicolau III   |

### Absents
| Elector                 | Títol                                  | Elevat           | Elevador          | Altres títols                                            | Notes                  |
| ----------------------- | -------------------------------------- | ---------------- | ----------------- | -------------------------------------------------------- | ---------------------- |
| Simon Monpitie de Brie  | Sacerdot de S. Cecilia                 | 17 desembre 1261 | Papa Urbà IV      | Legat papal al Regne de França                           | Futur papa Martí IV    |
| Giovanni Gaetano Orsini | Diaca de S. Nicola in Carcere Tulliano | 28 maig 1244     | Papa Innocenci IV | Inquisidor General, protector de l'Orde dels Franciscans | Futur Papa Nicolau III |

## Elecció
El 20 de gener, deu dies després de la mort de Gregori X, 15 cardenals es van reunir al palau episcopal d'Arezzo. En el primer escrutini de l'endemà per unanimitat s'elegí el cardenal francès Pierre de Tarentaise, bisbe d'Ostia i Velletri, que va prendre el nom d'Innocenci V. Va ser el primer papa de l'Orde dels Predicadors.